# The World That Summer
| Recensione | Giudizio |
| ---------- | -------- |
| AllMusic   | [ 1 ]    |

The World That Summer (o The Wörld Thät Sümmer, come scritto sulla copertina del disco), è un doppio album del gruppo musicale inglese Death in June, pubblicato il 22 luglio 1986.

## Il disco
Registrato originariamente tra il 1985 e il 1986 e disponibile solo su LP, è stato ripubblicato nel 2000 su CD con una copertina rivisitata e migliorata e con un libretto contenente fotografie e testi dei brani.
Nella registrazione del disco Douglas Pearce è stato accompagnato da David Tibet (con lo pseudonimo di Christ'777') e Andrea James, membro del duo 'Somewhere in Europe.

## Tracce
Testi e musiche di Pearce, eccetto ove indicato.

### Disco 1
Lato 1
1. Blood of Winter - 4:09
2. Hidden Among the Leaves - 4:29
3. Torture By Roses - 3:31
4. Come Before Christ and Murder Love - 4:26
5. Love Murder - 5:08

Lato 2
1. Rule Again - 4:02 (Pearce, Tibet)
2. Break the Black Ice - 4:06 (Pearce, Tibet)
3. Rocking Horse Night - 3:39 (Pearce, Tibet)
4. Blood Victory - 5:17 (Pearce, Tibet)

### Disco 2
Lato 1
1. Death of a Man - 15:28

Lato 2
1. Reprise #1 - 3:23
2. Reprise #2 - 4:05
3. Reprise #3 - 5:21

## Formazione
- Douglas Pearce

### Altri musicisti
- David Tibet (come Christ '777')
- Andrea James